# Che confusione
Che confusione è un singolo del rapper italiano Moreno, pubblicato il 3 giugno 2013 come primo estratto dal primo album in studio Stecca.

## Video musicale
Il video, diretto da Marco Salom e prodotto da Angelfilm, è stato pubblicato il 4 luglio 2013 attraverso il canale di YouTube del rapper. Hanno collaborato alla realizzazione anche Edoardo Carlo Bolli, Irene Stechel, Alessandro Guida, Lorena Trivellone, Silvia Segolone e Andrea Castorina.

## Successo commerciale
Che confusione ha raggiunto alla sua terza settimana l'ottava posizione della Top Singoli, per poi salire alla sesta posizione nella settimana successiva. A luglio è stato certificato disco d'oro per gli oltre 15 000 download in digitale. Ad aprile 2014 viene certificato disco di platino per gli oltre 30 000 download venduti.

## Classifiche

### Classifiche settimanali
| Classifica (2013) | Posizione massima |
| ----------------- | ----------------- |
| Italia            | 6                 |

### Classifiche di fine anno
| Classifica (2013) | Posizione |
| ----------------- | --------- |
| Italia            | 61        |